# Balagedog
Balagedog is een bestuurslaag in het regentschap Majalengka van de provincie West-Java, Indonesië. Balagedog telt 4484 inwoners (volkstelling 2010).